# Zandžan
Zandžan (perz. زنجان; /zandʒān/, azer. زنگان) je grad u Iranu i sjedište Zandžanske pokrajine. Smješten je oko 300 km sjeverozapadno od glavnog grada Teherana odnosno na autocesti prema Tabrizu i Turskoj, oko 125 km od Kaspijskog jezera. Smatra se da je grad osnovan u 3. stoljeću tijekom vladavine Ardašira I., prvog velikog kralja Sasanidskog Perzijskog Carstva. Zandžan je poznat po proizvodnji brojnih umjetničkih rukotvorina među kojima se posebno ističu noževi, bodeži i mačevi. Prema popisu stanovništva iz 2006. godine u Zandžanu je živjelo 349.713 ljudi od čega većinu čine iranski Azeri.

## Poveznice
- Zračna luka Zandžan

## Vanjske poveznice
- (perz.) Službene stranice Zandžana  Arhivirana inačica izvorne stranice od 13. kolovoza 2011. (Wayback Machine)

Ostali projekti
|  | Zajednički poslužitelj ima još gradiva o temi Zandžan |